# قطعنامه ۱۳۵ شورای امنیت
قطعنامه ۱۳۵ شورای امنیت سازمان ملل متحد که در تاریخ ۲۷ مه ۱۹۶۰ تصویب شد، سندی بین‌المللی دربارهٔ سؤال در مورد روابط میان قدرت‌های بزرگ است. این قطعنامه طی نشست ۸۶۳ام با ۹ موافق، ۰ مخالف و ۲ ممتنع تصویب شد.